# دانجینس (واشینگتن)
دانجینس (به انگلیسی: Dungeness) یک منطقهٔ مسکونی در ایالات متحده آمریکا است که در شهرستان کلالام، واشینگتن واقع شده‌است.